# Slag bij Guadalacete
De Slag bij Guadalacete werd in 852 uitgevochten tussen een coalitie van christelijke troepen uit het koninkrijk Asturië en het koninkrijk Navarra, en een islamitische troepenmacht uit het emiraat Córdoba onder bevel van Mohammed I van Córdoba. Het resultaat was een islamitische overwinning.

## Achtergrond
Na de dood van emir Abd ar-Rahman II in het jaar 852 kwam de bevolking in het gebied rond Toledo in opstand, zoals ze bij vele eerdere gelegenheden hadden gedaan. Hun redenen waren zowel intern, zoals corrupt bestuur, als extern, omdat ze zich meer identificeerden met de christelijke koninkrijken in het noorden. Ze werden ook vaak lastiggevallen door de Mozarabische bevolking die in de islamitische grensgebieden woonden. Daarom kwam het volk van Toledo in opstand en zocht de hulp van het koninkrijk Asturië en Navarra, zoals wordt gerapporteerd door Ibn Khaldun, waarbij hij woordelijk citeert uit Spaanstalige kronieken uit de tiende eeuw:
De inwoners van Toledo vroegen de hulp van de koning van Galicië en de koning van de Basken (Navarra), die hen kwamen bevrijden met de hulp van de mannen van de stad. Het leger van Toledo, gevormd door de unie van het volk van Toledo en de christelijke koningen, zag dat van de emir (zeer klein) en ging naar de oevers van de Rio de Guadalacete en vocht met hartstocht, waarbij de emir op de vlucht werd geslagen. Hij trok zich terug naar de landen in het zuiden, gevolgd door het leger van Toledo dat in een hinderlaag viel, aangezien het grootste deel van het Arabische leger op deze beweging had geanticipeerd. Dit resulteerde in de slachting van meer dan 8.000 zielen, waardoor het moslimrijk de overwinning behaalde en de opstand van Toledo werd neergeslagen.— Ibn Khaldun

## Verloop
De georganiseerde strijdkrachten van Mohammed I waren gemakkelijk in staat het stadsgepeupel en hun christelijke gewapende mannen uit Asturië en Navarra op de vlucht te jagen. Ze waren echter nog zeven jaar niet in staat de eigenlijke stad in te nemen.

## Gevolgen
Nadat de strijdkrachten van Toledo en Asturië bij Guadalacete waren verslagen, slaagde Mohammed I er niet in de stad te veroveren. De opstand, geïnspireerd door de christelijke geestelijkheid en geholpen door de Muladi, werd verlengd tot het jaar 858 vanwege een aanhoudend verlangen naar onafhankelijkheid van de Omajjaden van Cordoba. In 858 veroverde Mohammed I uiteindelijk de stad en zette bisschop Eugenio gevangen; hij werd het jaar daarop geëxecuteerd.